# Elizabeth von Arnim

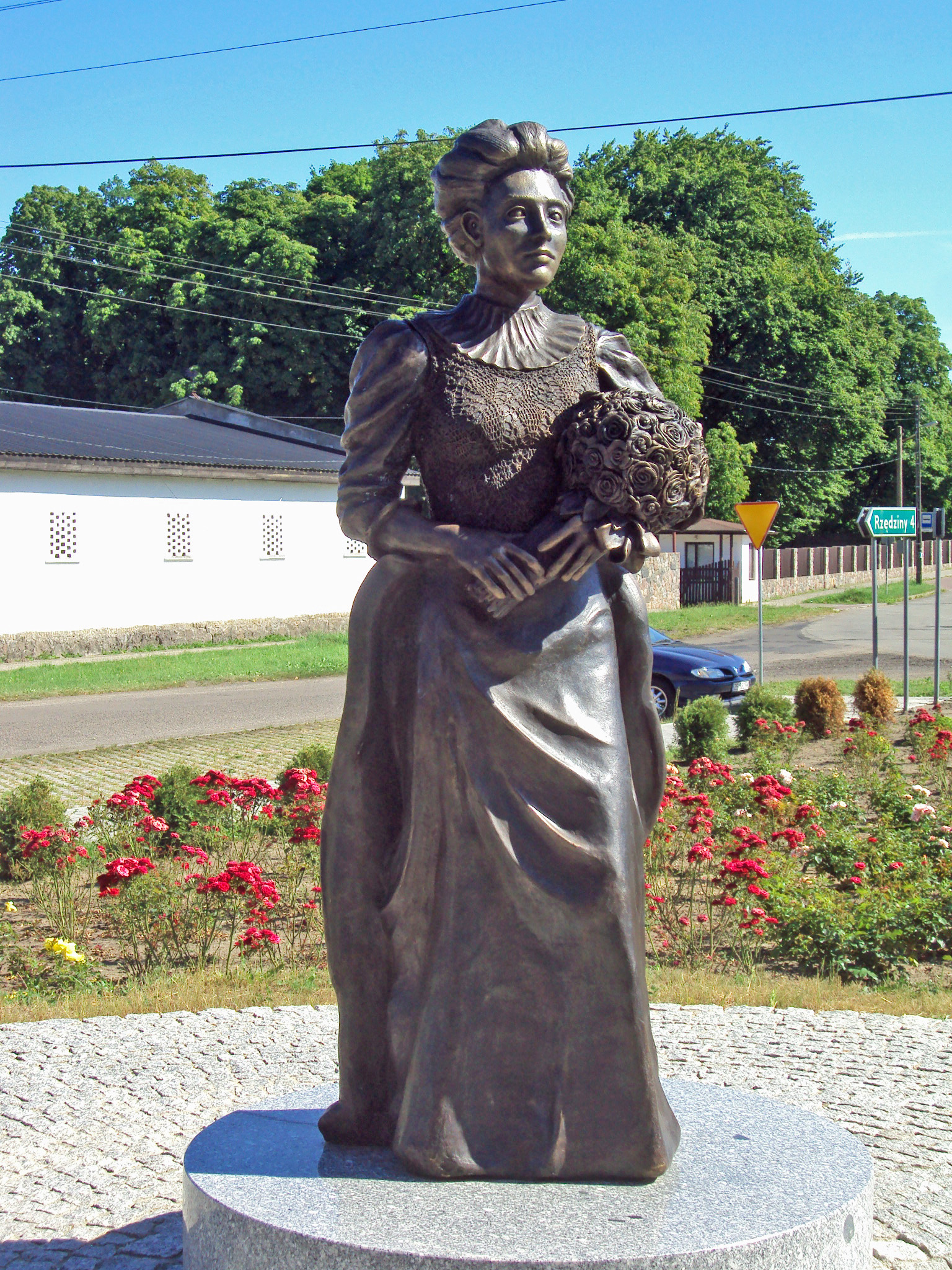
Elizabeth-von-Arnim-Denkmal in Buk, Polen

Elizabeth von Arnim (* 31. August 1866 in Kirribilli Point bei Sydney, New South Wales, Australien; † 9. Februar 1941 in Charleston, South Carolina; geb. Mary Annette Beauchamp, verh. [1. Ehe] Gräfin von Arnim-Schlagenthin, verh. [2. Ehe] Countess Russell) war eine britische Schriftstellerin.

## Leben
Im Alter von vier Jahren kam Beauchamp mit ihrer Familie nach Großbritannien. Auf einer Reise durch Italien mit ihrem Vater lernte sie 1889 in Florenz den deutschen Grafen Henning August von Arnim-Schlagenthin kennen. Am 21. Februar 1891 heirateten Beauchamp und Arnim-Schlagenthin in London. Sie bekamen vier Töchter und einen Sohn. Durch diese Eheschließung wurde Elizabeth gleich ihren Kindern deutsche Staatsbürgerin. Nach einer kurzen Hochzeitsreise ließ sich das Ehepaar in Berlin nieder.
Am 8. Dezember desselben Jahres wurde die Tochter Eva Sophie Luise Anna Felicitas (gen. Evi) in Berlin geboren. Die zweite Tochter, Elisabeth Irene (gen. Liebet), folgte am 15. Februar 1893. Am 3. April 1894 folgte die dritte Tochter, Beatrix Edith (gen. Trix).

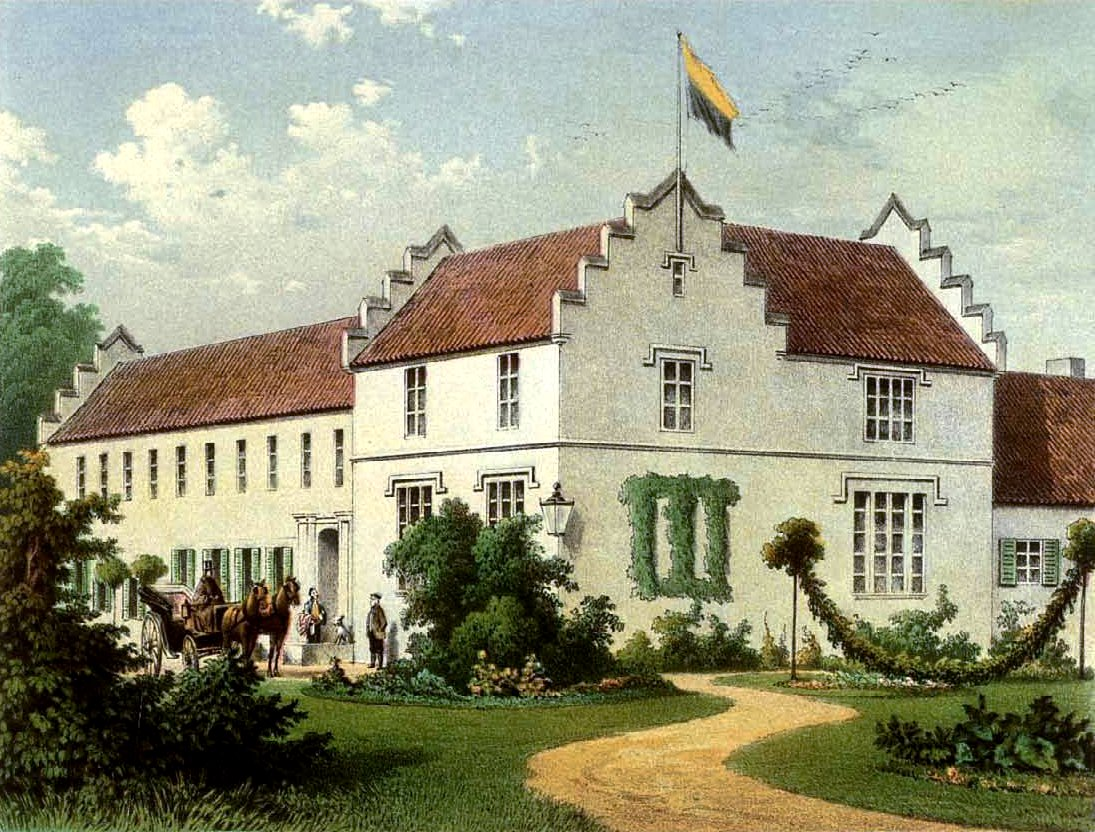
Rittergut Nassenheide um 1860

Zwei Jahre später ließ sich die Familie auf Gut Nassenheide in Pommern nieder. Hier besuchten Elizabeth von Arnim u. a. die Schriftsteller Hugh Walpole und Edward Morgan Forster. Ihre ersten Jahre auf dem Gut verarbeitete von Arnim in ihrem Roman Elisabeth und ihr Garten, mit dem sie 1898 debütierte. Die Sommermonate der Jahre 1897 und 1898 verbrachte die Familie auf Rügen an der Ostsee.
1898 veröffentlichte von Arnim anonym ihren ersten Roman. Durch den Erfolg des Romans bestärkt, erschienen alle weiteren Werke unter dem Pseudonym vom Autor Elisabeth und ihr Garten und später dann unter Elizabeth. Diesen Namen bevorzugte sie ab dieser Zeit privat ebenfalls. Am 29. Juli 1899 wurde die vierte Tochter Felicitas Joyce (gen. Queekie) in London geboren. Im September desselben Jahres wurde Graf Henning August auf Grund falscher Anschuldigungen vorübergehend verhaftet.
Der Sommer 1901 wurde erneut auf Rügen verbracht. Elizabeth von Arnim nutzte diese Rügenreise für Recherchen zu ihrem nächsten Roman. Am 27. Oktober 1902 wurde in London der Sohn Henning Bernd (gen. H. B.) geboren.
Im August 1907 zog von Arnim mehrere Wochen mit Pferden und einem Planwagen durch Südengland. Diese Erlebnisse verarbeitete sie später wieder zu einem Roman. Während dieser Reise besuchte sie Herbert George Wells und dessen Familie in Sandgate in der Nähe von Folkestone.
Anfang des Jahres 1908 geriet die Familie in finanzielle Schwierigkeiten. Das Gut Nassenheide musste verkauft werden. Im April desselben Jahres trennten sich die Eheleute. Elizabeth von Arnim kehrte mit ihren fünf Kindern nach Großbritannien zurück. Graf Henning August starb am 20. August 1910 während einer Kur in Bad Kissingen.
Im selben Jahr wurde Elizabeth von Arnim die Geliebte von Herbert George Wells. Die nächsten Jahre bewohnte sie im Wallis bei Randogne das Chalet Soleil. Ab Oktober 1912 lebte sie abwechselnd in den Schweizer Bergen und in Großbritannien. In ihrer Nähe versuchte auch ihre Cousine Katherine Mansfield ihre Tuberkulose auszukurieren. Bis zu deren Tod am 9. Januar 1923 lebten die Cousinen oft zusammen.
Ende 1913 trennte sich Elizabeth von Arnim von Wells, da sie sich in Frank Russell verliebt hatte. Russell war als Viscount Amberley der Enkel des Premierministers und der Bruder des Mathematikers Bertrand Russell. Als der Erste Weltkrieg ausbrach, bemühte sich Elizabeth von Arnim erfolgreich um die Rückgewinnung der britischen Staatsbürgerschaft.
Am 11. Februar 1916 heiratete sie in London Russell unmittelbar nach dessen Scheidung. Mit dieser Heirat wurde aus der deutschen Gräfin Arnim die Countess Russell. Mit 16 Jahren starb am 3. Juni 1916 in Bremen ihre jüngste Tochter Felicitas. Im Oktober desselben Jahres flüchtete Elizabeth Russell aus ihrer Ehe. Sie reiste zu ihren Töchtern, die sich seit Beginn des Weltkrieges in den USA aufhielten.
Im darauffolgenden Jahr kehrte sie nach Großbritannien zurück und versuchte ihre Ehe mit Russell zu retten. Dieser Versuch scheiterte, und sie trennte sich im März 1919 endgültig von Russell. Die Flucht aus der Ehe verursachte einen Skandal in der Londoner Gesellschaft, den Elizabeths Ruf nicht unbeschadet überstand. Trotz eines nachfolgenden erbitterten Rechtsstreits ließen sich die Eheleute nicht scheiden.
1920 lernte die Countess den dreißig Jahre jüngeren Alexander Stuart Frere kennen und verliebte sich in ihn. Nach einer stürmischen Affäre wurde diese Beziehung zu einer lebenslangen Freundschaft. Das Frühjahr und den Sommer 1921 verbrachte die Countess an der Italienischen Riviera, um für einen weiteren Roman zu recherchieren.
Ab dem Frühjahr des darauffolgenden Jahres suchte Elizabeth Countess Russell ein repräsentatives Haus oder einen Bauplatz in passender Lage an der Côte d’Azur. Im Oktober 1930 wurde ihre Villa Mas des Roses fertiggestellt, und sie verlegte ihren Lebensmittelpunkt nach Südfrankreich.
Am 3. März 1931 starb Frank Russell. Sie emigrierte im Mai 1939 in die USA. Dort wohnte sie nur noch in Hotels und bereiste den amerikanischen Kontinent.
Im Alter von 74 Jahren starb Elizabeth von Arnim (Countess Elizabeth Russell) in Charleston, South Carolina. Im Herbst 1945 wurde die Urne mit den sterblichen Überresten nach England überführt und auf dem Friedhof von Penn/Tylers Green beigesetzt.

## Werke
- 1898 (Elizabeth and her German Garden – Digitalisat) – Elizabeth und ihr Garten. Roman. Insel, Frankfurt am Main 2001, ISBN 3-458-34038-6.
- 1899 (The Solitary Summer – Digitalisat) – Einsamer Sommer. Roman. Fischer, Frankfurt am Main 1998, ISBN 3-458-34075-0.
- 1899 (The Solitary Summer) – Sommer ohne Gäste. Roman. Ullstein, Berlin 2006, ISBN 3-548-60644-X.
- 1900 (The April Baby's Book of Tunes – Digitalisat) – April, May und June. Fischer, Frankfurt am Main 1995, ISBN 3-458-33422-X.
- 1901 (The pious pilgrimage – Digitalisat) – Garten der Kindheit. Fischer, Frankfurt am Main 2000, ISBN 3-458-34061-0.
- 1901 (The Benefactress – Digitalisat) – Anna Estcourt. Roman. Ullstein, Frankfurt am Main 1995, ISBN 3-548-30377-3.
- 1904 (The Adventures of Elizabeth in Rügen – Digitalisat) – Elizabeth auf Rügen. ein Reiseroman. Insel, Frankfurt am Main 1998, ISBN 3-548-30228-9.
- 1905 (The Princess Priscilla's Fortnight – Digitalisat) – Priscilla auf Reisen. Fischer, Frankfurt am Main 1996, ISBN 3-458-16742-0.
- 1907 (Fräulein Schmidt and Mr. Anstruther – Digitalisat) – Fräulein Schmidt und Mr. Anstruther. Briefe einer unabhängigen Frau. Ullstein, Frankfurt am Main 1993, ISBN 3-548-30314-5.
- 1909 (The Caravaners – Digitalisat) – Die Reisegesellschaft. Roman. Insel, Frankfurt am Main 2002, ISBN 3-458-33463-7.
- 1914 (The Pastors Wife – Digitalisat) – Verlobung in Luzern. Roman. Insel, Frankfurt am Main 1997, ISBN 3-458-33665-6.
- 1914 (The Pastors Wife) – Die preußische Ehe. Roman. Econ Ullstein List, München 2002, ISBN 3-548-60250-9.
- 1917 (Christine – Digitalisat) – Christine. Roman. Diana-Verlag, München 2004, ISBN 3-453-87369-6.
- 1919 (Christopher and Columbus – Digitalisat) – In ein fernes Land. Roman. Fischer, Frankfurt am Main 1997, ISBN 3-458-33627-3.
- 1920 (In the Mountains – Digitalisat) – Tagebuch eines Sommers. Roman. Ullstein, Berlin, Frankfurt am Main 1995, ISBN 3-550-06758-5.
- 1920 (In the Mountains) – Ein Chalet in den Bergen. Roman. Fischer, Frankfurt am Main 1997, ISBN 3-458-33814-4.
- 1921 (Vera – Digitalisat) – Vera. Roman. Fischer, Frankfurt am Main 1999, ISBN 3-458-33994-9.
- 1922 (The Enchanted April – Digitalisat) – Verzauberter April. Roman. Insel, Frankfurt am Main 2004, ISBN 3-458-34046-7.
- 1925 (Love – Digitalisat) – Liebe. Roman. Fischer, Frankfurt am Main 1994, ISBN 3-458-33291-X.
- 1926 (Introduction to Sally – Digitalisat) – Sallys Glück. Roman. Insel, Frankfurt am Main 2000, ISBN 3-458-33464-5.
- 1929 (Expiation) – Das Geheimnis der Schwestern. Roman. Ullstein, Frankfurt am Main 1995, ISBN 3-548-30375-7.
- 1931 (Father) – Vater. Roman. Fischer, Frankfurt am Main 1995, ISBN 3-458-33244-8.
- 1934 (The Jasmine Farm) – Jasminhof. Roman. Fischer, Frankfurt am Main 1999, ISBN 3-458-33992-2.
- 1936 (All the Dogs of my Life) – Alle Hunde meines Lebens. S. Fischer 1937. Fischer TB, Frankfurt am Main 1953, 1984, ISBN 3-596-28082-6.
- 1939 (Mr. Skeffington) – Die sieben Spiegel der Lady Frances. Roman. Ullstein, Frankfurt am Main 1993, ISBN 3-548-30292-0.

## Verfilmungen
- 1929 Priscillas Fahrt ins Glück (The Runaway Princess)
- 1944: Das Leben der Mrs. Skeffington (Mr. Skeffington)
- 1991: Verzauberter April (Enchanted April)